# Savièse
Savièse (niem. Safiesch) – miejscowość i gmina (commune) w południowej Szwajcarii, w kantonie Valais, w okręgu (district) Sion. 

## Demografia
W Savièse mieszka 8100 osób. W 2021 roku 13% populacji gminy stanowiły osoby urodzone poza Szwajcarią.